# Estación de investigación de Kuroshima

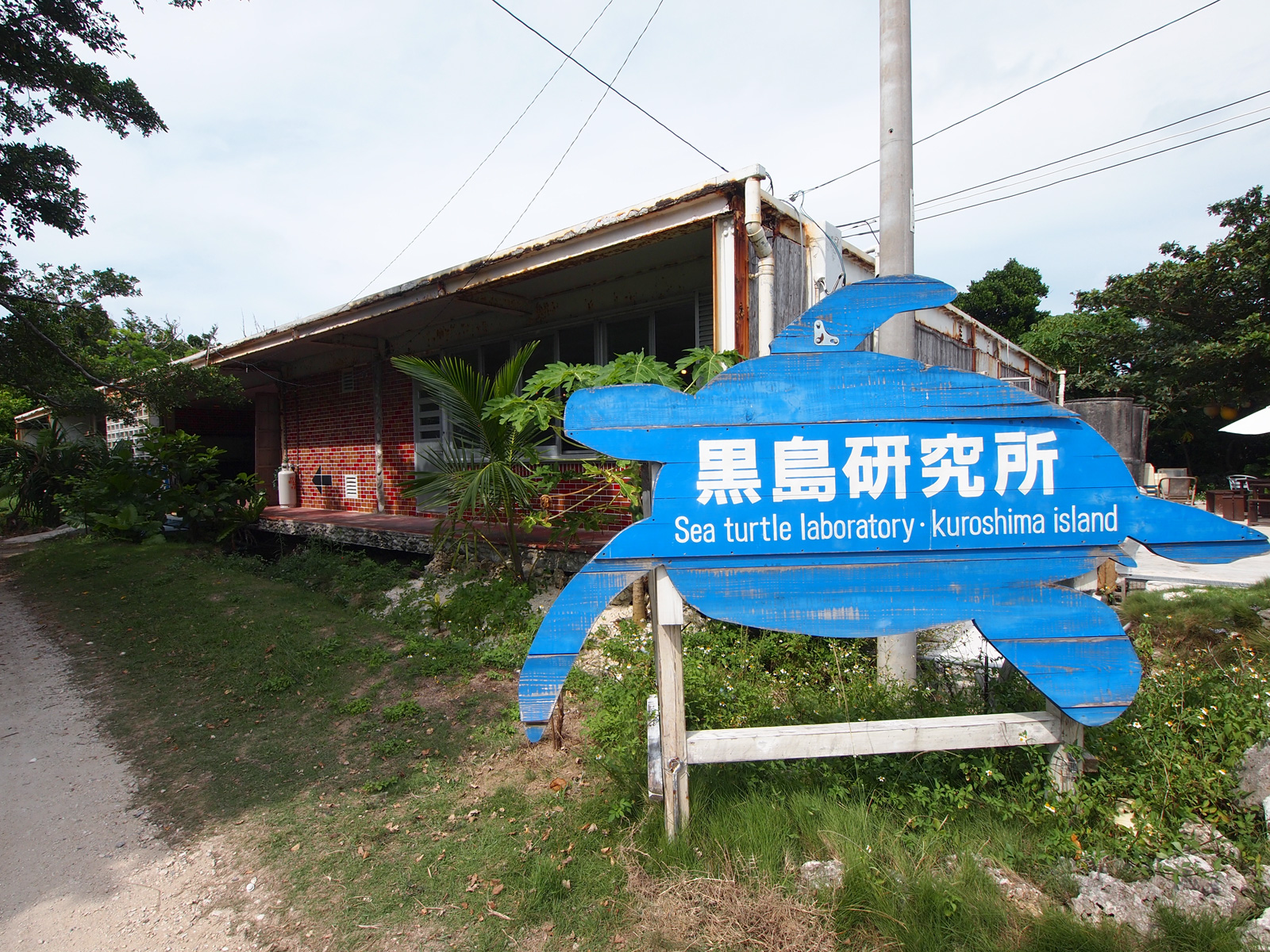
Laboratorio Kuroshima.

La Estación de  Investigación de Kuroshima fue  iniciada en 1973, bajo el nombre de   Fundación de la investigación submarina del parque Yaeyama  ', con el fin de administrar la zona submarina en la zona de Sekisei  (Jap. [Sekisei] '石西) entre la isla Ishigaki  (Jap. '石垣) e Iriomote (Jap. '西), incluyendo Kuroshima y Taketomi en la prefectura de Okinawa.
Desde el principio,se  trabajó como una estación de investigación oceanográfica  y existió hasta el año 2002 con el apoyo financiero de  Trenes Nagoya Co Ltd., 
pero la actual estación de investigación de Kuroshima le pertenece a la  Asociación de tortugas de mar de Japón . Sus actividades dignas de mención en sus 30 años de existir  son:
- La investigación de la anidación de tortugas, especialmente la confirmación de la anidación de la tortuga carey por primera vez en Japón, además de confirmar la nidificación de la  tortuga verde. Mención especial merece su investigación con respecto al  Acanthaster planci y los corales.

En 2005, patrocinaron  la Conferencia de la tortuga de Mar japonés , que se celebra cada año en el lugar donde anidan las tortugas marinas en Japón.

## Enlaces
- Sea Turtle Association of Japan
- Japan Committee for IUCN
- Mexican, Japanese and U.S. Fishermen Celebrate Sea Turtle's Epic Journey and Commit to Conservation
- The nature of Yaeyama Islands

- Datos: Q7440032
- Multimedia: Kuroshima Research Station / Q7440032